# نادیا گری
نادیا گرِی (انگلیسی: Nadia Gray؛ ۲۳ نوامبر ۱۹۲۳ – ۱۳ ژوئن ۱۹۹۴) هنرپیشه اهل رومانی بود.

## گزیده فیلم‌شناسی
- عنکبوت و مگس (۱۹۴۹)
- شب بدون ستاره‌ها (۱۹۵۱)
- اطلاعات طبقه‌بندی‌شده (۱۹۵۲)
- پوچینی (۱۹۵۳)
- چرخ‌وفلک ناپل (۱۹۵۴)
- مؤسسه ریکوردی (۱۹۵۴)
- کاستا دیوا (۱۹۵۴)
- دو یتیم (۱۹۵۴)
- شیطان سیاه (۱۹۵۷)
- زندگی شیرین (۱۹۶۰)
- آقای توپاز (۱۹۶۱)
- قدیمی‌ترین حرفه (۱۹۶۷)
- دو تا برای جاده (۱۹۶۷)
- دونده برهنه (۱۹۶۷)